# Thank You (албум Меган Трејнор)
Thank You је други студијски албум значајне издавачке куће америчке кантауторке Меган Трејнор. Албум је првобитно објављен на Епл мјузику (енгл. Apple Music) 6. маја 2016, а широм света 13. маја 2016. године у продукцији Епик рекордса (енгл. Epic Records). Песме на њему су писали Трејнор, Џејкоб Кашер Хајндлин и Ерик Фредерик, који је био и продуцент. Извођачи који су истакнути на албуму су: Кели Трејнор, Ланчмани Луис, Р. Сити и Јоу Готи. Албум је надахнут карипском музиком, те је покушао да прикаже Трејнорину љубав према Арети Франклин, Бруну Марсу и Елвису Преслију. Меган је комбиновала денс-поп и РнБ за песме на албуму.